# 11537 Guericke
A 11537 Guericke (ideiglenes jelöléssel 1992 HY6) a Naprendszer kisbolygóövében található aszteroida. Freimut Börngen fedezte fel 1992. április 29-én.
Nevét Otto von Guericke (1602 – 1686) német tudós, politikus után kapta.